# Байтерек (монумент)
51°07′42″ пн. ш. 71°25′50″ сх. д. / 51.128333333333° пн. ш. 71.430555555556° сх. д.
«Байтерек» — монумент у столиці Казахстану місті Астані, одна з основних визначних пам'яток міста.

## Конструкція
Автор проекту монумента — відомий англійський архітектор Норман Фостер.
Висота споруди становить 97 метрів, з кулею, що вінчає конструкцію — 105 метрів. Діаметр позолоченої кулі 22 метри.
Нижній рівень йде на чотири з половиною метри під землю, де розташовані кафе, акваріуми мінігалерея «Байтерек». Звідти ж можна піднятися на ліфті на найвищий рівень — кулю, усередині якої розташовуються бар та панорамний зал.
Оглядові екскурсії для відвідувачів проводяться казахською, російською та іноземними мовами.

## Символіка
Монумент був побудований за ініціативою президента Нурсултана Назарбаєва, як символ перенесення столиці з Алма-Ати в Акмолу в 1997 .
Значимість «Байтерек», як символу нового етапу в житті казахського народу, підкреслюється художньою композицією «Аяли алакан», з відбитком правої руки президента, розташованої на висоті 97 метрів, що символізує собою 1997 рік — рік проголошення Астани новою столицею держави і відповідно нову точку відліку в історії країни.
«Байтерек» своїм розташуванням та композиційним будовою висловлює космогонічні уявлення стародавніх кочівників, за переказами яких на стику світів протікає Світова річка. На її березі височіє Дерево життя — Байтерек, корінням утримує землю, а короною підпирає небо. Коріння цього дерева, відповідно, знаходяться в підземному світі, саме дерево, його стовбур — в земному, а корона — в небесному.
Щороку в кроні Дерева священний птах Самрук відкладає яйце — Сонце, яке ковтає дракон Айдахар, що живе біля підніжжя дерева життя, що символічно означає зміну літа та зими, дня і ночі, боротьбу Добра і Зла.
«Байтерек» означає молоде, міцне, дерево що росте, символізує собою державу, яка зберегла своє історичне коріння, яка має міцну опору і спрямованість до майбутнього процвітання,
 .

## Галерея

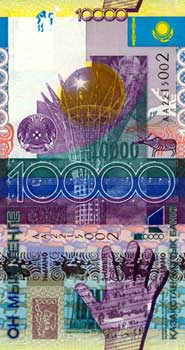
Байтерек на купюрі 10000 тенге
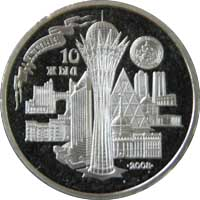
Зображення монумента на  пам'ятній монеті в 50 тенге, присвяченої 10-річчя Астани